# Jean-François Béchameil
Jean-François Théodore Béchameil, né le 25 juin 1795 à Chirac (Charente) et mort le 1er juillet 1867 à Taponnat-Fleurignac (Charente), est un capitaine de vaisseau et homme politique français.

## Biographie
Fils de François Béchameil, notaire et maire de Chirac entre 1820 et 1834, il est aussi le neveu de Jean-François Blanchon, député en 1791.
Élève de l'école navale de Brest à 16 ans, il devient militaire de carrière et sert en tant qu'officier dans la Marine impériale. Il est commandant, lieutenant puis capitaine de vaisseau.
Il est l'inventeur du linguet-Béchameil, appareil pour lequel il est recompensé.
Il épouse Brigitte Eugénie Berar, fille d'un capitaine de vaisseau, d'où postérité.
On lui attribue le sauvetage du roi Louis-Philippe et de sa famille en 1840 pendant une tempête à Calais. Un tableau représentant cet événement est conservé au château de Versailles.
Après avoir pris sa retraite, il est député de la Charente de 1846 à 1848, siégeant dans la majorité soutenant les ministères de la Monarchie de Juillet.
Il est conseiller municipal de Chirac à partir de 1860, et officier de la Légion d'honneur en 1862.
Il meurt le 1er juillet 1867 à Taponnat-Fleurignac.

## Vor aussi